# Купцов, Алексей Сергеевич
Алексе́й Серге́евич Купцо́в (укр. Олексій Сергійович Купцов; род. 2 сентября 1977, Кривой Рог, Днепропетровская область) — украинский футболист, полузащитник. Бронзовый призёр юношеского чемпионата Европы 1994 года.

## Биография
Родился 2 сентября 1977 года в семье футболиста «Кривбасса» Сергея Купцова. Старший брат Алексея — Андрей, также стал профессиональным футболистом.

## Клубная карьера
Выступал за днепропетровский «Днепр» и «Кривбасс». В 1996 году по рекомендации Владимира Лютого перешёл в клуб второго дивизиона немецкой бундеслиги «Меппен». В Германии провёл один сезон, во время которого выходил на поле всего в трёх матчах и в общей сложности провёл на поле 22 минуты. В 1999 году вернулся в «Кривбасс», где восстанавливался после травмы во второй команде. В 26-летнем возрасте завершил игровую карьеру, не сумев полностью восстановить свои игровые кондиции после серьезной травмы. После футбола стал заниматься бизнесом.

## Международная карьера
Выступал в юниорской и молодёжной сборных Украины.
В 1994 году в составе юношеской сборной Украины (до 16 лет) становился бронзовым призёром чемпионата Европы. В группе украинцы по разнице забитых и пропущенных мячей уступили будущему чемпиону турнира — турецкой сборной. Вышли в плей-офф чемпионата. В 1/4 финала по пенальти была обыграна сборная Англии — 7:6. В полуфинале также по пенальти уступили датчанам — 3:5. 8 мая 1994 в столице Ирландии Дублине, в матче за третье место Украинские юниоры встретились с ровесниками из Австрии и сумели их уверенно переиграть — 2:0. На турнире Купцов провёл два матча. В дебютном поединке против Бельгии (2:1) вышел на поле на 78 минуте вместо Дениса Колчина. В матче за третье место сыграл все 90 минут.
26 мая 1998 года сыграл 1 матч в составе молодёжной сборной Виктора Колотова, составленной из ребят 1977 года рождения и моложе. В гостевой игре против ровесников из Венгрии Купцов вышел на поле на 55 минуте вместо Сергея Даценко.

## Достижения
Украина (до 16)
- Бронзовый призёр чемпионата Европы: 1994